# Nando Yosu
Fernando Trío Zabala, plus connu comme Nando Yosu, né le 8 juillet 1939 à Mungia (Pays basque, Espagne) et décédé le 20 février 2016 à Santander, est un footballeur et entraîneur espagnol très lié au Racing de Santander.

## Biographie

### Joueur
Nando Yosu commence à jouer au Nueva Montaña, avant de rejoindre le Racing de Santander puis d'être prêté au Rayo Cantabria. Il est ensuite transféré au Valence CF, avec qui il remporte deux Coupe des villes de foires, en 1962 et 1963. 
Il joue ensuite pour l'Athletic Bilbao, le Pontevedra CF et le Calvo Sotelo. Il met un terme à sa carrière avec la Gimnástica de Torrelavega.
Au total, Nando Yosu dispute 122 matchs en première division espagnole, inscrivant 15 buts, et 121 matchs en deuxième division, marquant 16 buts.

### Entraîneur
Nando Yosu commence à entraîner lors de la saison 1971-1972 avec la Gimnástica Torrelavega. 
Il entraîne ensuite les juniors du Racing de Santander, puis il est l'assistant de José María Maguregui. Lors de la saison 1977-1978, il devient entraîneur de l'équipe première du Racing, parvenant à éviter la relégation du club en Division 2. Il est limogé la saison suivante.
Il entraîne ensuite le Real Oviedo, Linares, le Grenade CF, le Deportivo Alavés, puis de nouveau Grenade et le Racing, où il reste définitivement à différent postes (entraîneur, conseiller, directeur technique).
Nando Yosu parvient à éviter la relégation du Racing de Santander à six reprises, ce qui lui vaut l'estime des supporters du club. Il prend sa retraite en 2009 et développe ensuite la maladie d'Alzheimer.
Au total, Nando Yosu dirige 129 matchs en première division, et 209 matchs en deuxième division.